# Узел (UML)

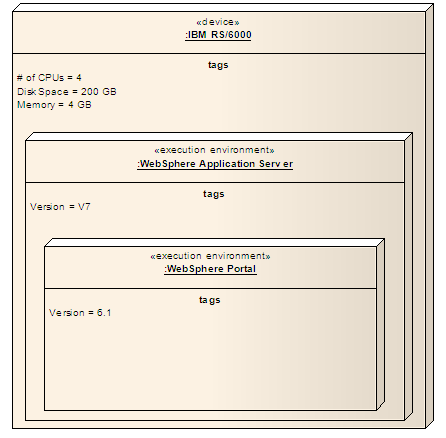
Изображение системного окружения, запущенного на узле

Узел в языке моделирования UML — физический элемент моделируемой системы, существующий во время исполнения и представляющий вычислительный ресурс, который обычно обладает как минимум некоторым объёмом памяти, а кроме него зачастую и процессором.
К узлам относятся не только вычислительные устройства, но и человеческие ресурсы, а также ресурсы механической обработки данных.

## Имя и нотация
Узел изображается в виде стилизованного куба, обычно содержащего лишь своё имя. Это имя может содержать в себе буквы латинского алфавита, цифры и некоторые знаки препинания; количество символов в нём не ограничено. На практике для создания имён узлов используется словарь реализации. Выбор имени должен быть осуществлён таким образом, чтобы была возможность отличить его обладателя от всех остальных узлов. Взятое само по себе оно носит название простого имени, однако, если его дополнить именем пакета, в котором расположен данный узел, то такое наименование называется квалифицированным именем.

## Использование
Узлы могут быть представлены как типами данных, так и экземплярами этих типов. Узлы могут иметь стереотипы. Так как физические объекты системы могут обладать большим количеством разнообразных свойств (надёжность, вычислительная мощность, пропускная способность и др.), то язык UML не определяет специализированный синтаксис для обозначения каждого из них, а их моделирование осуществляется с помощью теговых значений и стереотипов.
Аналогично классам для узлов могут быть определены атрибуты и операции. Подобно артефактам, узлы могут принимать участие в связях ассоциации, обобщения и зависимости. Однако, если артефакты воплощают собой работу логических элементов системы, то узлы воплощают собой физические сущности на которых размещаются артефакты. Множество артефактов или объектов, приписанных к узлу в виде группы, носит название элемента распределения (англ. distribution unit).